# Chileense parlementsverkiezingen 2013
De Chileense parlementsverkiezingen van 2013 vonden op 17 november van dat jaar plaats. In zowel de Kamer van Afgevaardigden als de Senaat bleef de centrumrechtse Unión Demócrata Independiente de grootste.

## Deelnemende allianties en partijen
| Alliantie of partij                        | Alliantie of partij                        | Alliantie of partij                        | Aantal kandidaten | Aantal kandidaten | Aantal kandidaten |
| Alliantie of partij                        | Alliantie of partij                        | Alliantie of partij                        | Afgevaardigden    | Senatoren         |                   |
| Nueva Mayoría                              | Nueva Mayoría                              | Nueva Mayoría                              | 118               | 20                |                   |
| ------------------------------------------ | ------------------------------------------ | ------------------------------------------ | ----------------- | ----------------- | ----------------- |
|                                            | Partido Demócrata Cristiano                | PDC                                        | 38                | 7                 |                   |
|                                            | Partido por la Democracia                  | PPD                                        | 25                | 3                 |                   |
|                                            | Partido Socialista                         | PS                                         | 24                | 6                 |                   |
|                                            | Partido Radical Socialdemócrata            | PRSD                                       | 12                | -                 |                   |
|                                            | Partido Comunista                          | PCCh                                       | 8                 | 1                 |                   |
|                                            | Movimiento Amplio Social                   | MAS                                        | 1                 | 1                 |                   |
|                                            | Onafhankelijken op lijst C                 | ILC                                        | 10                | 2                 |                   |
| Partido Regionalista de los Independientes | Partido Regionalista de los Independientes | Partido Regionalista de los Independientes | 26                | -                 |                   |
|                                            | Partido Regionalista de los Independientes | PRI                                        | 26                | -                 |                   |
| Partido Humanista                          | Partido Humanista                          | Partido Humanista                          | 67                | 9                 |                   |
|                                            | Partido Humanista                          | PH                                         | 67                | 9                 |                   |
| Nueva Constitución para Chile              | Nueva Constitución para Chile              | Nueva Constitución para Chile              | 49                | 9                 |                   |
|                                            | Partido Ecologista Verde                   | ECOV                                       | 5                 | 1                 |                   |
|                                            | Partido Igualdad                           | IGUAL                                      | 20                | 3                 |                   |
|                                            | Onafhankelijken op lijst H                 | Ind. (ILH)                                 | 23                | 5                 |                   |
| Si tú quieres, Chile cambia                | Si tú quieres, Chile cambia                | Si tú quieres, Chile cambia                | 74                | 4                 |                   |
|                                            | Partido Liberal                            | PL                                         | 2                 | -                 |                   |
|                                            | Partido Progresista                        | PRO                                        | 49                | -                 |                   |
|                                            | Onafhankelijken op lijst I                 | ILI                                        | 23                | 4                 |                   |
| Alianza                                    | Alianza                                    | Alianza                                    | 120               | 19                |                   |
|                                            | Renovación Nacional                        | RN                                         | 51                | 7                 |                   |
|                                            | Unión Demócrata Independiente              | UDI                                        | 56                | 8                 |                   |
|                                            | Onafhankelijken op lijst J                 | ILJ                                        | 13                | 4                 |                   |
| Onafhankelijke of Partijloze kandidaten    | Onafhankelijke of Partijloze kandidaten    | Onafhankelijke of Partijloze kandidaten    | 17                | 6                 |                   |
| Totaal aantal kandidaten                   | Totaal aantal kandidaten                   | Totaal aantal kandidaten                   | 470               | 67                |                   |

## Uitslagen

### Kamer van Afgevaardigden
| Lijst                         | Afbeelding                    | Partij                                     | Afkorting                     | Stemmen   | Percentage | Zetels | Verschil |
| ----------------------------- | ----------------------------- | ------------------------------------------ | ----------------------------- | --------- | ---------- | ------ | -------- |
| C                             |                               | Nueva Mayoría                              |                               | 2.967.896 | 47,71%     | 67     | 10       |
| C                             |                               | Partido Demócrata Cristiano                | PDC                           | 967.0035  | 15,55%     | 21     | 2        |
| C                             |                               | Partido Socialista de Chile                | PS                            | 691.713   | 11,12%     | 15     | 4        |
| C                             |                               | Partido por la Democracia                  | PPD                           | 685.804   | 11,15%     | 15     | 3        |
| C                             |                               | Partido Comunista                          | PCCh                          | 255.914   | 4,11%      | 6      | 3        |
| C                             |                               | Partido Radical Socialdemócrata            | PRSD                          | 225.955   | 3,63%      | 6      | 1        |
| C                             |                               | Izquierda Ciudadana                        | IC                            | 39.281    | 0,63%      | 1      | Stabiel  |
| C                             |                               | Movimiento Amplio Social                   | MAS                           | 6.387     | 0,10%      | 0      | Stabiel  |
| C                             |                               | Onafhankelijken op lijst C                 | ILC                           | 95.839    | 1,54%      | 3      | 2        |
| E                             |                               | Partido Regionalista de los Independientes | PRI                           | 72.306    | 1,16%      | 0      | 2        |
| F                             |                               | Partido Humanista                          | PH                            | 208.879   | 3,36%      | 0      | Stabiel  |
| H                             |                               | Nueva Constitución para Chile              |                               | 172.903   | 2,87%      | 0      | Stabiel  |
| H                             |                               | Partido Ecologista Verde                   | ECOV                          | 32.762    | 0,53%      | 0      | Stabiel  |
| H                             |                               | Partido Igualdad                           | IGUAL                         | 67.094    | 1,08%      | 0      | Stabiel  |
| H                             |                               | Onafhankelijken op lijst H                 | ILH                           | 73.047    | 1,17%      | 0      |          |
| I                             |                               | Si tú quieres, Chile cambia                |                               | 337.823   | 5,43%      | 1      | 1        |
| I                             |                               | Partido Liberal de Chile                   | PL                            | 16.664    | 0,27%      | 1      | 1        |
| I                             |                               | Partido Progresista                        | PRO                           | 235.722   | 3,79%      | 0      |          |
| I                             |                               | Onafhankelijken op lijst I                 | ILI                           | 85.437    | 1,37%      | 0      |          |
| J                             |                               | Alianza                                    |                               | 2.253.781 | 36,23%     | 49     | 9        |
| J                             |                               | Renovación Nacional                        | RN                            | 928.037   | 14,92%     | 19     | 1        |
| J                             |                               | Unión Demócrata Independiente              | UDI                           | 1.179.342 | 18,96%     | 29     | 8        |
| J                             |                               | Onafhankelijken op lijst J                 | ILJ                           | 146.402   | 2,35%      | 1      | 2        |
|                               |                               | Onafhankelijke en Partijloze kandidaten    | Ind                           | 206.634   | 3,32%      | 3      | 1        |
| Totaal aantal geldige stemmen | Totaal aantal geldige stemmen | Totaal aantal geldige stemmen              | Totaal aantal geldige stemmen | 6.220.222 | 92,86%     |        |          |
| Ongeldige stemmen             | Ongeldige stemmen             | Ongeldige stemmen                          | Ongeldige stemmen             | 220.868   | 3,30%      |        |          |
| Blanco stemmen                | Blanco stemmen                | Blanco stemmen                             | Blanco stemmen                | 257.434   | 3,84%      |        |          |
| Totaal uitgebrachte stemmen   | Totaal uitgebrachte stemmen   | Totaal uitgebrachte stemmen                | Totaal uitgebrachte stemmen   | 6.698.524 | 100%       |        |          |

### Senaat
| Lijst                                     | Partij                                    | Afkorting                                 | Percentage | Zetels | Verschil |
| ----------------------------------------- | ----------------------------------------- | ----------------------------------------- | ---------- | ------ | -------- |
| C                                         | Concertación en Juntos Podemos            |                                           | 50,63%     | 12     | 1        |
| C                                         | Partido Demócrata Cristiano               | PDC                                       | 16,51%     | 2      | 3        |
| C                                         | Partido por la Democracia                 | PPD                                       | 12,33%     | 3      | 2        |
| C                                         | Partido Socialista de Chile               | PS                                        | 16,16%     | 4      | Stabiel  |
| C                                         | Partido Radical Socialdemócrata           | PRSD                                      | 3,61%      | 0      | Stabiel  |
| C                                         | Partido Comunista                         | PCCh                                      | 0,14%      | 0      | Stabiel  |
| C                                         | Movimiento Amplio Social                  | MAS                                       | 3,47%      | 1      | 1        |
| C                                         | Onafhankelijken op lijst C                | ILC                                       | 2,02%      | 2      | 2        |
| F                                         | Partido Humanista                         | PH                                        | 3,47%      | 0      | Stabiel  |
| H                                         | Nueva Constitución para Chile             |                                           | 3,90%      | 0      |          |
| H                                         | Partido Ecologista Verde                  | ECOV                                      | 0,22%      | 0      |          |
| H                                         | Partido Igualdad                          | IGUAL                                     | 0,57%      | 0      |          |
| H                                         | Onafhankelijken op lijst H                | ILH                                       | 2,11%      | 0      |          |
| I                                         | Si tú quieres, Chile cambia               |                                           | 2,43%      | 0      |          |
| I                                         | Onafhankelijken op lijst I                | ILI                                       | 2,43%      | 0      |          |
| J                                         | Alianza                                   |                                           | 38,05%     | 7      | 1        |
| J                                         | Renovación Nacional                       | RN                                        | 16,27%     | 2      | 1        |
| J                                         | Unión Demócrata Independiente             | UDI                                       | 14,69%     | 5      | Stabiel  |
| J                                         | Onafhankelijken op lijst J                | ILJ                                       | 7,09%      | 0      | Stabiel  |
|                                           | Onafhankelijke en Partijloze kandidaten   | Ind                                       | 1,52%      | 1      | Stabiel  |
| Totaal aantal geldige stemmen : 4.509.114 | Totaal aantal geldige stemmen : 4.509.114 | Totaal aantal geldige stemmen : 4.509.114 | 92,38%     |        |          |